# ایته‌کوسکی
ایتَه‌کوسکی (به فنلاندی: Itäkoski) یک منطقهٔ مسکونی در فنلاند است که در کمینما واقع شده‌است.